# John William Reid

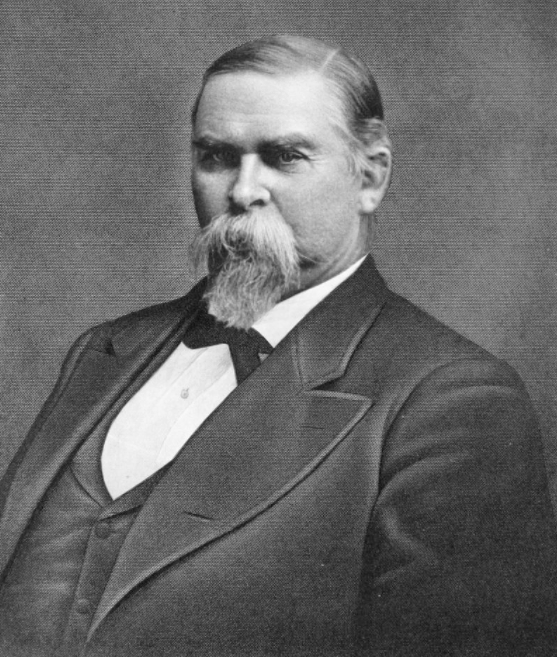
John William Reid

John William Reid (* 14. Juni 1821 bei Lynchburg, Virginia; † 22. November 1881 in Lee’s Summit, Missouri) war ein US-amerikanischer Politiker. Im Jahr 1861 vertrat er den Bundesstaat Missouri im US-Repräsentantenhaus.

## Werdegang
John Reid besuchte die öffentlichen Schulen seiner Heimat und zog im Jahr 1840 nach Missouri, wo er zunächst als Lehrer arbeitete. Nach einem anschließenden Jurastudium und seiner Zulassung als Rechtsanwalt begann er ab 1844 in Jefferson City in diesem Beruf zu praktizieren. Während des Mexikanisch-Amerikanischen Krieges war er Hauptmann und Kompanieführer in der US Army. Dabei wurde er zwei Mal verwundet. Er nahm auch an einem Feldzug gegen die Navajo teil.
Politisch war Reid Mitglied der Demokratischen Partei und ein Befürworter der Sklaverei. Zwischen 1854 und 1856 saß er als Abgeordneter im Repräsentantenhaus von Missouri. Außerdem gehörte er einer Kommission zur Überarbeitung der Staatsverfassung an. Vor dem Bürgerkrieg beteiligte er sich aktiv an den bürgerkriegsähnlichen Zuständen im benachbarten Kansas-Territorium mit dem Ziel, die Gegner der Sklaverei aus diesem Gebiet zu vertreiben. Dabei hatte er das Kommando über gleichgesinnte Kämpfer, die illegal und nicht im Auftrag der Staatsregierung von Missouri handelten.
Bei den Kongresswahlen des Jahres 1860 wurde Reid im fünften Wahlbezirk von Missouri in das US-Repräsentantenhaus in Washington, D.C. gewählt, wo er am 4. März 1861 die Nachfolge von Samuel H. Woodson antrat. Aufgrund seiner politischen Einstellung zog er sich bereits am 3. August 1861 aus Washington zurück. Nachdem er sich dem Heer der Konföderation angeschlossen hatte, wurde er am 2. Dezember 1861 offiziell als Verräter aus dem Kongress ausgeschlossen. Während des Bürgerkrieges war er Stabsoffizier bei General Sterling Price. Später wurde er Beauftragter zur Abwicklung von Ansprüchen gegenüber der Regierung der Konföderation. Nach dem Krieg war er ein Jahr lang in einem Bundesgefängnis inhaftiert, ehe er begnadigt wurde.
Nach seiner Freilassung arbeitete Reid wieder als Anwalt. Außerdem wurde er im Bankgewerbe, in der Immobilienbranche, im Eisenbahngeschäft und beim Brückenbau tätig. Dabei wurde er sehr wohlhabend. Er gilt auch als einer der Erbauer des modernen Kansas City. John Reid starb am 22. November 1881 in Lee’s Summit und wurde in Kansas City beigesetzt.